# 狙撃稜線の戦い
狙撃稜線の戦い（日本語：そげきりょうせんのたたかい、韓国語：狙撃稜線戰鬪、저격능선 전투）は、朝鮮戦争中の1952年10月14日に開始された国連軍及び中国人民志願軍による戦闘。

## 経緯
1952年、鉄原-金化地区では、アメリカ軍第9軍団が7月中旬に西から韓国軍第9師団、アメリカ軍第7師団、韓国軍第2師団を第一線に配置するとともに、アメリカ軍第40師団を予備として控置し、中共軍第15軍、第38軍と対峙していた。夏の間は小康状態を保っていたが、秋になると中共軍が第9軍団の前哨陣地に対する大々的な攻撃をかけてきたため、国連軍も限定的ながらも積極的な攻勢をとることで熾烈な高地争奪戦が展開された。
第9軍団右翼のアメリカ軍第7師団と韓国軍第2師団は、金化地区を防衛しており、アメリカ軍第7師団は鉄原平野東側のチュンガ山から金化北側の下甘嶺、韓国軍第2師団は下甘嶺から東北側に下所里までを主抵抗線とし、五聖山を確保している中共軍第15軍第45師と対峙していた。
中共軍は五聖山から金化に伸びる稜線上の高地群に前哨陣地を置き、そのなかで三角高地と狙撃稜線の前哨は、アメリカ軍第7師団と韓国軍第2師団の前哨陣地からわずか200メートルの距離にあり、国連軍の陣地を瞰制できるだけでなく、金化の防御に大きな脅威となる存在だった。
狙撃稜線は、鉄の三角地帯内にある五聖山から金化方面に伸びだした稜線の中で南大川付近にある海抜580メートル、1平方キロメートル程度の長方形に突出した稜線である。1951年10月にノマド線に進撃していたアメリカ軍第25師団が、この稜線に配置された中共軍第26軍の狙撃にかなりの損害を出したことから狙撃稜線と呼ばれた。
南のA高地と北のY高地、東の石岩高地からなる狙撃稜線は、中共軍にとって五聖山防御の重要な要衝であり、韓国軍第2師団にとっては主抵抗線を瞰制される脅威を排除し、五聖山攻撃の足場となる重要な地形であった。
韓国軍第2師団は、1952年6月にアメリカ軍第40師団の担当正面を引き継ぎ、左から第32連隊、第31連隊、第17連隊を主抵抗線に配置し、第37連隊を予備にしていた。

## 編制

### 国連軍
- 第9軍団 軍団長：ルーベン・ジェンキンス（英語版）中将
  - 第9師団 師団長：丁一権中将、姜文奉少将（11月1日から）
    - 第17連隊 連隊長：殷碩杓大領、金弼相中領（11月20日から）
    - 第31連隊 連隊長：金容珣少領
    - 第32連隊 連隊長：柳根昌大領、姜弘模中領（10月18日から）
    - 第2重砲中隊 中隊長：朴再洙大尉
    - 師団工兵大隊 大隊長：金基鎭少領

  - 配属部隊
    - 第30連隊 連隊長：林益淳大領
      - 第1大隊 大隊長：金永先少領
      - 第2大隊 大隊長：金祥玉少領
      - 第3大隊 大隊長：趙南國少領

    - 第37連隊 連隊長：金在命大領
    - 第53戦車中隊 中隊長：趙七星大尉
    - 第59戦車中隊 中隊長：金南守大尉

  - 支援部隊
    - 第1野砲団 団長：朴秉柱中領
      - 第18砲兵大隊 大隊長：金河吉少領
      - 第51砲兵大隊 大隊長：孫善陽少領
      - 第52砲兵大隊 大隊長：河永燮少領
      - 第53砲兵大隊 大隊長：權五明大尉

    - 第9軍団野砲団 団長：コルケーン准将
    - 第93野砲大隊
    - 第980野砲大隊
    - 第75野砲大隊
    - 第92機甲野砲大隊
    - 第143野砲大隊
    - 第424野砲大隊
    - 第955野砲大隊
    - 第981野砲大隊
    - 第140高射砲大隊
    - 第2ロケット砲大隊
    - 第140戦車大隊1個中隊
    - 軍団化学迫撃砲大隊1個中隊
    - 第86工兵隊照明中隊第2小隊
    - 軍団対空射撃隊1個小隊

### 中国人民志願軍
- 第15軍 軍長：秦基偉
  - 第45師
  - 第29師
- 第12軍 副軍長：李德生
  - 第31師
  - 第34師

## 戦闘
10月14日、第32連隊第3大隊を攻撃部隊とし、数時間の攻撃準備射撃を行ったのち、稜線への攻撃を開始した。第32連隊はY高地まで奪取したが、中共軍の反撃を受けて後退した。その後、態勢を整えて数回にわたって高地を奪取したが、確保することは出来なかった。
10月15日、第17連隊第2大隊が攻撃してA高地と石岩高地を占領。しかし同日夜に中共軍の反撃によって撃退された。韓国軍は陣内射撃を要請し、約6千発の砲弾を中共軍陣地に集中させ、16日早朝に攻撃を開始して第17連隊第2大隊がA高地、第32連隊第2大隊が石岩高地を占領した。中共軍の反撃を何度も撃退したが19日に撤収した。
10月20日、第32連隊に替わって第17連隊を投入し、第1大隊がA高地を奪還した。その後、10月25日まで攻防戦が続いた。
10月25日から第2師団は第9軍団の指示に基づいて第7師団の三角高地を引き継ぎ、狙撃稜線と三角高地の作戦を同時に遂行することになった。
第2師団は予備の第37連隊を主抵抗線右側の外也洞に配置し、この地域を担当していた第31連隊を三角高地に投入した。
11月5日、第9軍団は損害が多発して狙撃稜線まで脅威を受けると判断し、三角高地の攻略を中止した。
11月11日、第2師団は部隊交代を行い、第17連隊を予備に回し、第32連隊を狙撃稜線に投入した。同日、大隊規模の攻撃を受けてA高地を失い、数回にわたる反撃作戦も失敗に終わった。第32連隊を主抵抗線の防御に、第17連隊を奪還任務に回し、第17連隊第1大隊が直ちに攻撃を開始した。火力を集中して2時間に及ぶ突撃戦を展開してA高地を奪還し、その勢いで石岩高地を攻撃し、これも奪還した。
11月13日、中共軍は大規模な攻撃準備射撃を行った後、2個大隊規模の兵力でA高地に攻撃し、これを奪還した。第17連隊は第3大隊をもって反撃し、A高地を確保したが、石岩高地の確保には失敗した。
11月17日、第17連隊第2大隊は第1野砲団の支援下に攻撃を開始し、2時間にわたる戦闘の末、石岩高地を奪還した。これでA高地と石岩高地を完全に占領することができ、その後の中共軍の反撃から最後まで陣地を死守した。
11月25日、狙撃稜線の確保に成功した第2師団は第9軍団の命令によって第9師団と交代して軍団予備となり、部隊整備に入った。

## 戦闘後
三角高地は攻略できなかったが、狙撃稜線での勝利によって、国連軍は有利な前哨陣地を確保できただけでなく、中朝軍の気勢を削いで全戦線にわたって主導権を確保して、休戦会談を有利に進めることに大きく寄与した。
この戦闘で、師団長の丁一権中将に殊勲十字章が授与された。第17連隊の第2大隊長姜斗馨少領と第5中隊のカン・ヨンチョ少尉にシルバースターが授与された。